# Komlan Agbégniadan
Komlan Agbégniadan também conhecido por Platini  (26 de março de 1991) é um futebolista internacional togolês que joga como médio e avançado pelo ASEC Mimosas, da Costa do Marfim, no Campeonato Marfinense de Futebol.

## Carreira
Komlan Agbégniadan integrou a Seleção Togolesa de Futebol no Campeonato Africano das Nações de 2017.